# The Hum
The Hum (dt. Das Brummen) ist ein Lied des griechisch-belgischen DJ-Duos Dimitri Vegas & Like Mike in Zusammenarbeit mit dem niederländischen DJ und Produzenten Ummet Ozcan. Der Track erschien erstmals am 20. April 2015 als Single im Musikportal Beatport. Das Instrumentalstück ist in den Bereich des Electro-House-Subgenres Big-Room einzuordnen. Bereits im Jahre 2014 erschienen erste Previews des Stücks unter dem Titel The Wolf. Grund dafür war die Verwendung eines Samples aus dem Film The Wolf of Wall Street.

## Hintergrund

### Entstehung
The Hum wurde von den Brüdern Dimitri und Michael Thivaios alias Dimitri Vegas & Like Mike gemeinsam mit Ummet Ozcan selber geschrieben. Obwohl sie in der Regel eng mit dem Plattenlabel „Spinnin’ Records“ zusammenarbeiten, wurden sie bei diesem Track nicht von diesem unterstützt. Erstmals gespielt wurde The Hum beim Tomorrowland 2014 und wurde schnell als Kollaboration mit Ummet Ozcan erkannt, da der Stil seinem sehr ähnelt. Im Tomorrowland Aftermovie 2014, dessen Soundtrack von Dimitri Vegas & Like Mike produziert wurde, gaben sie die Collab erstmals offiziell bekannt. Aufgrund der Verwendung eines Samples von The Wolf of Wall Street wurde vorerst von dem Titel The Wolf ausgegangen. Am 16. März 2015 postete Ozcan auf seinem Instagram-Profil ein Bild eines kleinen Wolfes, was ebenfalls auf die anfängliche Verwendung des gleichen Titels bei der Produktion des Liedes hindeutet. Kurz nach ihrem Liveauftritt beim Ultra Music Festival 2015 gab das Duo das Releasedate des Tracks bekannt. Am 20. April 2015 veröffentlichte das Trio das Lied über das Plattenlabel „Smash the House“. In ausgewählten Ländern, darunter Deutschland erschien die Single erst am 8. Mai 2015. Ein Remix des ebenfalls belgischen DJs und Produzenten Lost Frequencies erschien als eigenständige Single zum Download.
Das Lied beginnt mit einem einminütigen Intro. Daraufhin folgt ein eingängiger Kick und das Sample aus The Wolf of Wall Street. Dabei handelt es sich um das Summen und gleichzeitige Klopfen auf die Brust, welches Mark Hanna Jordan Belford beibringt. Nachdem dieser Part kurzzeitig verstummt geht bei 1 Minute und 45 Sekunden die Bridge los, bei der bereits die Melodie des Drops sowie der ständig wiederholender Shout „Raise them up when the bass be dropping!“ zu hören sind. Nachdem nach vergangenen 2 Minuten und 15 Sekunden der Shout „Raise them up when we dont stop rocking!“ einsetzt, setzt der Drop ein, der stark an den, vergangene Ummet-Ozcan-Tracks erinnert. Bei 3 Minuten erscheint die zweite Lead, die sich stark von der ersten abhebt. Im Gegensatz zur ersten Lead, ist diese mit einer Melodie unterlegt und das Summen wird immer lauter. Zur vierzigsten Sekunde der dritten Minute setzt die Melodie als zweiter Mainpart ein und das Summen bleibt konstant laut. Nach einer fünfzehnsekündigen Bridge von 3:50 bis 4:05 setzt der zweite Drop ein, endet bei 4 Minuten und 50 Sekunden und geht in ein einminütiges Outro über.

### Promotion
Erstmals gespielt wurde das Lied von Dimitri Vegas & Like Mike selber am 18. Juli 2014 beim Tomorrowland 2014. Daraufhin wurde es von DJs wie Hardwell, Martin Garrix oder W&W in ihren Live-Sets verwendet. Im Internet folgte neben etlicher positiver Kritik zahlreiche Remakes sowie Spekulationen über eine frühzeitige Veröffentlichung. Insbesondere ihre Auftritte mit dem Lied bei großen Festivals erhielten Aufmerksamkeit. Grund dafür war die Tatsache, dass Like Mike das Publikum aufforderte das Klopfen auf die Brust und die Melodie mitzusummen, so, wie es Belford im Film tat. Das ganze erfolgte bei teils mehreren hunderttausend Zuschauern und erzeugte eine stark positive Stimmung. Die Performances erreichten insgesamt über eine halbe Million Aufrufe und erhöhten die Nachfrage nach einer vollendeten Studioaufnahme. Erste offizielle Previews der Studioaufnahme erschienen abgesehen vom Tomorrowland Aftermovie 2014, im März 2015, jedoch unter dem Titel The Hum, weshalb bei Fans Verwirrung auftrat, da stark davon ausgegangen wurde, dass die Spur unter dem Namen The Wolf erscheinen würde. Am 29. März 2015 postete Like Mike in seiner Snapchat-Story ein Video, welches die Brüder und das gesamte Management bei einem gemeinsamen Dinner zeigt, während sie die Melodie summen und auf ihre Brust klopfen. Einen weiteren Platz erreichte das Lied im Tomorrowland Brasil Aftermovie 2015.

## Musikvideo

### Hintergrund
Das offizielle Musikvideo des Lieds wurde erstmals am 5. Mai 2015 auf dem offiziellen YouTube-Kanal von Dimitri Vegas & Like Mike veröffentlicht. Bereits im Vorfeld erschienen Bilder des Sets auf ihrem Instagram-Profil, dabei wurden jeweils die Gesichter zweier Filmstars verpixelt, wodurch die Spannung erhöht werden sollte. Heraus stellte sich, dass sich der Hollywood-Schauspieler Charlie Sheen und der belgische Filmartist Jean-Claude Van Damme hinter den zensierten Bildern verbergen. Am 21. April 2015 postete das Duo einen Teaser des Musikvideos auf Facebook.
Das Musikvideo erhielt stark positive Kritik, da es im Gegensatz zu zahlreichen aktuellen Videos, darunter auch viele ihrer eigenen, kein einfacher Zusammenschnitt ihrer Liveauftritte ist. Bekanntgegeben wurde, dass es Kosten von rund 400 Tausend Dollar aufwies. Nach Release wurde es innerhalb von nur drei Monaten beinahe 10 Millionen Mal aufgerufen und über 120 Tausend Mal positiv bewertet. Beschrieben wurde es als eine Mischung aus den beiden Partyfilmen Hangover und Project X.

### Inhalt
Die Vollversion weist eine Länge von 4 Minuten und 44 Sekunden auf. Es beginnt mit einem Blick in eine Villa. Das Sichtfeld der Kamera wandert von Raum zu Raum und zeigt etliche Verwüstungen und erschöpfte, schlafende, junge Menschen. Sie liegen unter anderem im Hasenkostüm in der gefüllten Badewanne oder irgendwo auf dem Boden. Like Mike wird im Bett unter mehreren leichtbekleideten Frauen und Dimitri Vegas neben dem Pool auf einem Gummitier gezeigt. Auf Dimitri Vegas’ Rücken sitzt ein kleiner, bekleideter Affe, der ihn Weckt. Neben dem leisen, langsamen Summen der Melodie hört man eine Stimme fragen „What happenned yesterday?“. Nach einem schnellen Flashback, beginnt das Intro des Liedes und ein Blick auf die Villa wird gezeigt. Ummet Ozcan, Dimitri Vegas und Like Mike versenden alle eine Textmessage mit der Aussage „Party at our house tonight.“. Daraufhin trudeln nach und nach immer mehr Leute ein. Darunter auch eine dunkelhäutige Frau, die auf einem Elefanten angeritten kommt. Ein suspekt guckender Mann, der sein Auto putzt, versucht die Polizei zu erreichen, jedoch sitzt auch diese zwischen einer bereits hohen Anzahl an Jugendlichen im Wohnzimmer der Villa. In einem weiteren Auto, mit dem Kennzeichen „The Hum“ wird der bekleidete Affe gezeigt. Während der Bridge sieht man alle Besucher mit Bechern der Hand, während die Stimmung zu steigen scheint. Der Affe öffnet den Kofferraum und ein Alligator springt ihm entgegen. Der Affe flieht in Richtung Villa und zum Einsetzen des Drops beginnt die Menge zu feiern. Auf einmal klingelt es an der Tür und die Musik stoppt. Alle Blicke richten sich zur Tür in der ein, mit dem Rücken zum Eingang gerichteter, vornehm bekleideter Mann steht. Während sich dieser umdreht und sich als Charlie Sheen entpuppt, stellt er die Frage „Who fucking died?“ und die Musik ertönt wieder in voller Lautstärke. Vegas, Mike und Ozcan stehen derzeit am DJ-Pult und springen auf und ab. In der Villa werden unter anderem Kissenschlachten und Lapdance gezeigt. Zum Ende des Drops wird der Alligator gezeigt. Dieser knurrt Jean-Claude Van Damme an, dieser brüllt zurück und der Alligator zieht sich zurück. Eine Luftaufnahme zeigt die Menschenmassen im Pool, während den drei DJs mittlerweile auch Alex Andre van den Hoeff des kanadischen DJ-Duos Dvbbs zugestoßen ist. Zum Beginn der zweiten Lead schlägt Dimitri Vegas Van Damme im Armdrücken und die Feier geht weiter. Kurz darauf setzt sich Van Damme aus Trotz einen Motorradhelm auf und versenkt dies zu Beginn des zweiten Drops im Pool. Kurz darauf duelliert er sich mit Like Mike im Boxring und ein minimales Feuer bricht aus. Eine Szene in der Sheen, darauf angesprochen wird, ob er beim Tomorrowland Brazil am nächsten Tage erscheinen wird, mitsamt seine Zustimmung beendet das Lied. Im Outro verlassen die drei DJs das Villagelände und machen sich gemeinsam mit dem, mittlerweile rosagefärbten Elefanten auf dem Weg nach Brasilien.

## Rezeption

### Kritik
The Hum erhielt überwiegend positive Kritik. Zwar wurden zum einen die Änderung des Titels sowie der geringe Wiedererkennungswert von Dimitri Vegas & Like Mike bemängelt, jedoch gab es bereits zur Veröffentlichung erster Previews zahlreiche positive Kritik und auch die Liveauftritte wurden gelobt. Auch Tim Tabens der Musikseite „Dance-Charts“ gab dem Lied ein positives Review und schrieb:

„„The Hum“ ist ein typischer Big Room Knaller, dem es an nichts fehlt. Das besondere an der Nummer ist die Melodie, die von einer männlichen Stimme eingeleitet wird. Der Drop klingt stark nach dem Style von Ummet Ozcan. Ein absoluter Festival Track! The Hum wird ab sofort wohl jeden Club und jedes Festival zum ausrasten bringen. Alle Big Room Fans kommen hierbei voll auf ihre Kosten. Richtig starke Nummer!“

### Kommerzieller Erfolg
Nach dem Release des Liedes am 20. April 2015 benötigte es nur 24 Stunden um bis auf Platz 8 der Beatport-Charts vorzurücken. Zwei Tage später war es an der Spitze der Top-100 wiederzufinden. Auch in den iTunes-Charts mehrerer europäischer Länder wurde der Track ein Erfolg. Trotz starker Downloadverkäufe erreichte der Song keine Single-Chartplatzierung in Deutschland. In Belgien hingegen wurde The Hum Dimitri Vegas’, Like Mikes und Ummet Ozcans erster Nummer-eins-Hit, wobei dies lediglich für Flandern, dem niederländischsprachigen Teil Belgiens gilt. In Wallonien rückte es vergleichsweise nur bis auf Platz 10 vor. Auch in Frankreich erreichte das Trio die offiziellen Single-Charts.
| ChartsChartplatzierungen | Höchstplatzierung | Wochen |
| ------------------------ | ----------------- | ------ |
| Flandern (Ultratop)      | 1 (37 Wo.)        | 37     |
| Wallonie (Ultratop)      | 10 (23 Wo.)       | 23     |

| ChartsJahrescharts (2015) | Platzierung |
| ------------------------- | ----------- |
| Flandern (Ultratop)       | 6           |
| Wallonie (Ultratop)       | 58          |

## Versionen und Remixe
| #  | Version / Remix                 | Länge |
| -- | ------------------------------- | ----- |
| 1. | Short Edit                      | 3:31  |
| 2. | Original Mix                    | 5:56  |
| 3. | Lost Frequencies Extended Remix | 5:31  |
| 4. | Henrix Remix                    | 5:15  |
| 5. | Progressive Brothers Remix      | 3:45  |